# Le Harem
Le Harem est un roman de Frédérique Hébrard paru en 1987 aux éditions Flammarion et ayant reçu le Grand prix du roman de l'Académie française la même année.

## Résumé
El Haram est un sanctuaire inviolable, un mystère réservé aux fidèles. Fille d'un viticulteur bordelais, mais orpheline de mère, élevée par les hommes et plus savante en vins qu'en révérences, Gabrielle Nogarède est envoyée en pension pour parfaire son éducation. Elle se fait une amie, dont la mère a péri dans des circonstances tragiques. Celle-ci l'invite chez elle. Là, elle découvre l'Orient à travers d'anciennes photographies réalisées par l'oncle de son amie. Devenue photographe-reporter à son tour, Gabrielle ira jusqu'au désert en fleurs, au cœur de l'Islam, pour retrouver cette merveille de bassins et de verdure, les jardins du harem. Ce royaume est interdit, à l'image des amours de Gabrielle. Gabrielle a un coup de foudre pour Igor et l'épouse. Igor part en Turquie tourner un film, et fait la rencontre de Perle, et appelle Gabrielle. Impossible passion, impossible amour à trois. Pour tous les trois l'éblouissement, la lumière de l'amour partagé. Et la séparation... Igor mort, Gabrielle retrouve la trace de Perle, mariée en Orient, et mère d'une petite fille. Elle part, aidée d'amis, à la recherche de l'enfant.

## Éditions
- Le Harem, éditions Flammarion, 1987  (ISBN 2-08-066022-5).